# Климент V
Климент V (лат. Clemens PP. V, в миру — Раймон Бертран де Го, фр. Raymond Bertrand de Got; 1264 — 20 апреля 1314) — папа римский с 5 июня 1305 года. Первый папа периода Авиньонского пленения. Фактически всё своё правление являлся проводником интересов короля Франции. С его именем связано уничтожение ордена Тамплиеров.

## Ранние годы
Бертран родился в Вилландро (фр.), во Франции (Гасконь) и происходил из знатной семьи де Го (фр.). Его старший брат (фр.) был архиепископом Лиона. Являлся каноником в Бордо, генеральным викарием архиепископа Лиона, капелланом Бонифация VIII, епископом Комменжа и с 1299 года — архиепископом Бордо и примасом Аквитании. Известен своим непотизмом: в кардинальской коллегии, насчитывавшей 25 членов, было 11 родственников или свойственников папы (например: Пьер Ла-Шапе́ль).
В бытность архиепископом Бордо владел винодельческим хозяйством в Пессаке, которое ныне носит его имя.

## Избрание
После смерти Бенедикта XI в 1304 году наступил период междуцарствия — споры между итальянскими и французскими кардиналами, которых было почти поровну в конклаве, не позволяли избрать нового папу. В итоге преемником Бенедикта в июне 1305 года был избран Бертран под именем Климента V. Он был рукоположён 14 ноября. Бертран являлся гасконцем и не был кардиналом, что могло стать определяющим при голосовании — его воспринимали как нейтрального кандидата. Однако хронист Джованни Виллани сообщал, что Климент был избран под влиянием французского короля Филиппа IV, которому он за это обещал полную лояльность и обязался уступить на пять лет церковные доходы в пределах Франции.
В Бордо Бертран был официально уведомлён о своём избрании и призван в Рим, но он выбрал Лион для своей коронации 14 ноября 1305 года, которая была отмечена роскошью и присутствием Филиппа IV. Среди его первых действий было рукоположение девяти французских кардиналов.

## Процесс тамплиеров

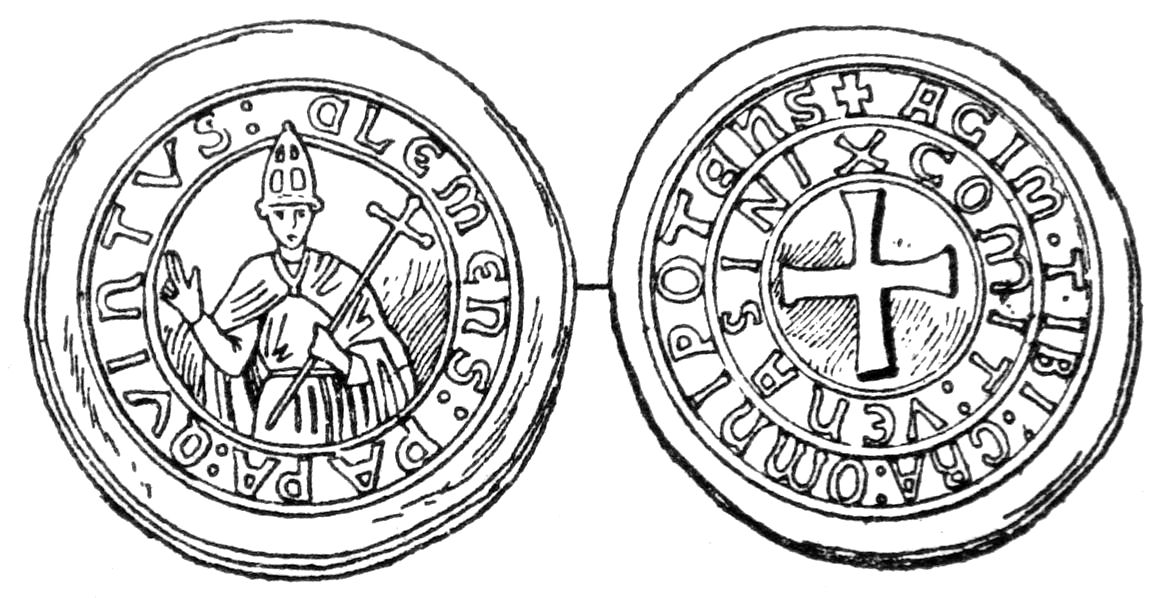
Монеты папы Климента V

Климент стал первым папой, короновавшимся тройной короной — тиарой.
В начале 1306 года Климент V фактически отменил буллу Бонифация VIII Unam Sanctam, утверждавшую папский примат над светскими правителями и угрожавшую политическим планам Филиппа. Климент, похоже, на посту понтификата был лишь инструментом французской монархии, что знаменовало собой радикальное изменение в папской политике.

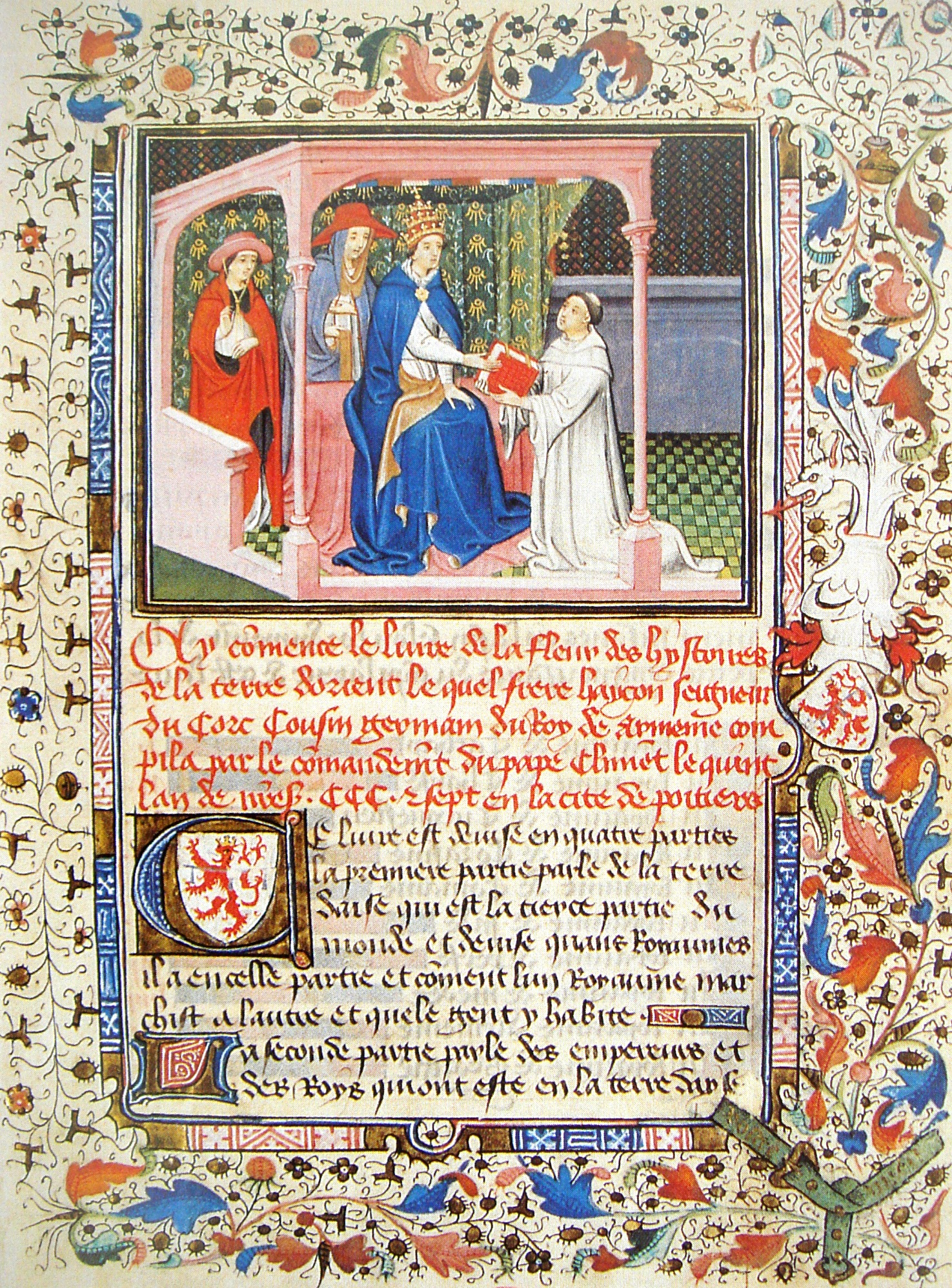
Хетум Патмич передает папе Клименту своё сочинение о монголах «Цветник историй», 1307.

В пятницу 13 октября 1307 года сотни рыцарей-тамплиеров были арестованы во Франции по приказу короля Филиппа IV. Последовавший за этим процесс над тамплиерами по обвинению в ереси, содомии и безнравственности, бросил тень не только на короля, но и на Климента. В 1312 году дал согласие на разгром тамплиеров (булла Faciens misericordiam).
Между тем, адвокаты Филиппа IV попытались возобновить обвинения Гийома де Ногаре против покойного Бонифация VIII. Клименту V пришлось уступить давлению короля и принять участие в этом процессе, начатом 2 февраля 1309 года в Авиньоне. Климент V выражал свою личную убежденность в невиновности Бонифация VIII. Наконец, в феврале 1311 года Филипп IV написал Клименту V письмо, уведомив, что прекращает процесс. Со своей стороны, Климент V освободил от интердикта всех участников похищения Бонифация в Ананьи. В 1311 году Климент созвал вселенский Вьеннский собор. Главным вопросом, который рассматривался на нём, был вопрос о судьбе Ордена тамплиеров. Папа распустил Орден и конфисковал его имущество и земли, хотя окончательного решения принято не было.

## Отношения с Римом
В марте 1309 году весь папский двор переехал из Пуатье (где он оставался в течение 4 лет) в окрестности города Авиньон, который не был тогда частью Франции, а считался имперским леном, находившимся под властью Сицилии. Этот шаг оправдывался соображениями безопасности, так как в Риме ситуация была нестабильной — римская знать и её вооружённые отряды боролись за влияние, а Латеранская базилика была уничтожена в результате пожара. Решение папы положило начало «авиньонскому пленению церкви», длившемуся до 1377 года и приведшему к полному падению её самостоятельности и престижа.
Понтификат Климента V пришёлся на катастрофическое время для Италии. Папская область была поделена между сторонниками трёх кардиналов, а Рим был неуправляем из-за войны между родами Орсини и Колонна. В 1310 году император Священной Римской империи Генрих VII вошёл в Италию и был коронован легатом Климента V в Риме в 1312 году.
В Ферраре, которая была занята папскими войсками в ущерб семье Эсте, новые власти столкнулись с Венецией и её поселенцами. Когда отлучение и интердикт не помогли, Климент V проповедовал крестовый поход против венецианцев, заявив, что венецианцы, захваченные за рубежом, могут быть проданы в рабство, как нехристиане.
При Клименте V особенно широко процветала симония. Он также запретил движение дульсинианцев в Ломбардии, которое он считал ересью.

## Отношения с монголами
Климент поддерживал связи с Монгольской империей на предмет создания франко-монгольского альянса против мусульман. В апреле 1305 года монгольский ильхан Олджейту принял посольство во главе с Бускарелло Гизольфи от Климента, Филиппа IV и Эдуарда I. В 1307 году посольство монголов во главе с Томмазо Уги ди Сиена достигло дворов европейских монархов. Тем не менее, военные действия так и не были согласованы, и надежды на союз заглохли в течение нескольких лет.
4 апреля 1312 года папа объявил крестовый поход. Его гонцы были отправлены к персидскому ильхану Олджейту, к Эдуарду II Английскому и Филиппу IV Французскому.

## Отношения с другими странами
Согласно итальянским хронистам Гальвано Фьямма и Джакомо Филиппо Форести, около 1306 года, находясь в Пуатье, папа Климент принял у себя посольство эфиопского негуса Ведема Араада, после чего в Европе узнали о сильной христианской державе в Африке.

## Смерть

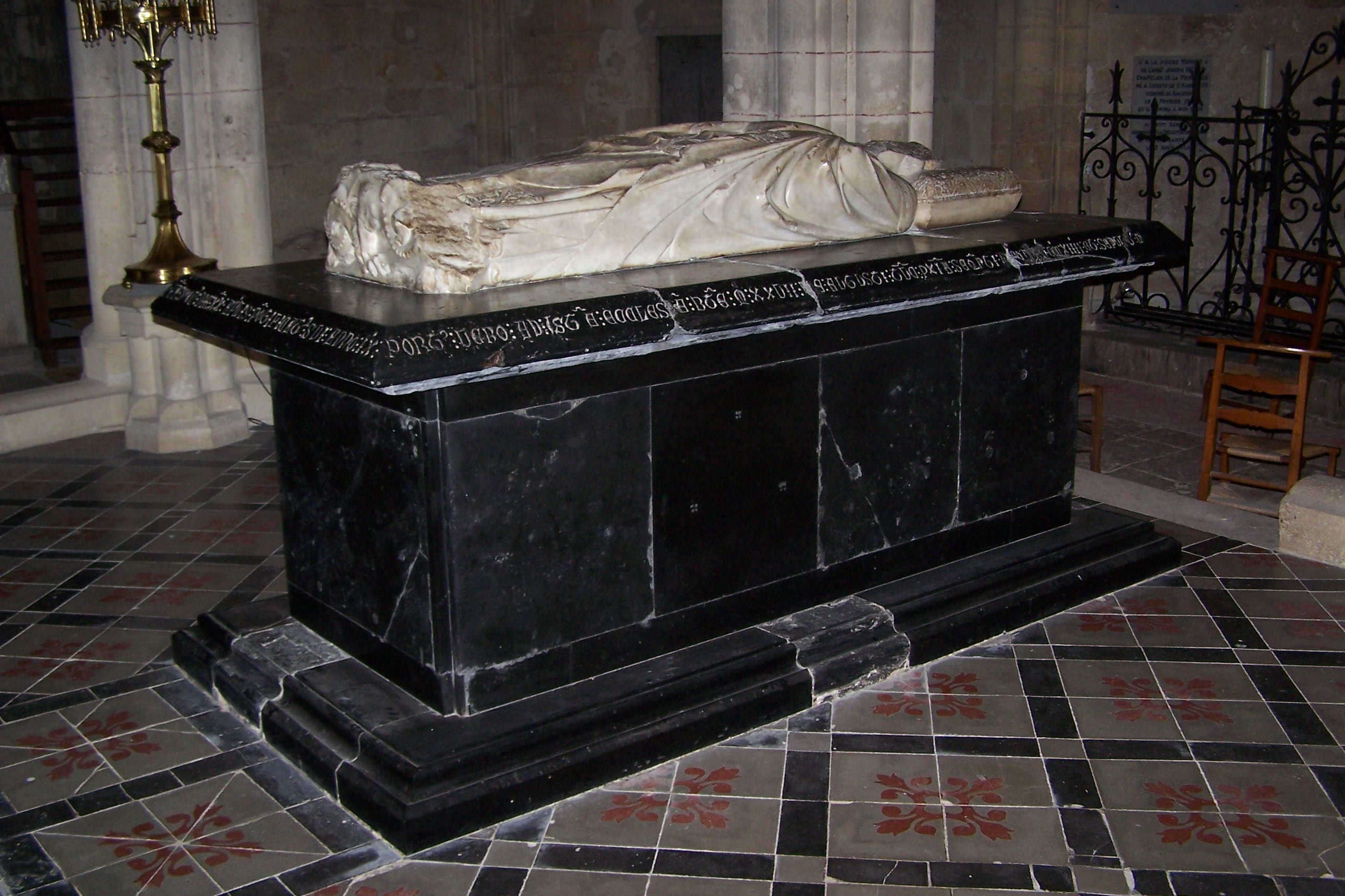
Надгробие Климента V

Климент умер в 1314 году после инцидента на охоте. По одной из версий, пока его тело находилось в церкви перед погребением, ночью во время грозы молния ударила в церковь и вызвала пожар. Он был настолько сильным, что, когда его потушили, тело папы Климента V было почти уничтожено. Он был похоронен, согласно своему завещанию, в церкви в Юзесте (фр.), неподалёку от его родного Вилландро.

## В литературе
- В «Божественной Комедии» этого папу обличают Каччагвида (Р., XVII, 82-83), апостол Пётр (Р., XXVII, 58-59) и Беатриче (Р., XXX, 142—148). Данте помещает его в восьмой круг ада как святокупца.
- Морис Дрюон в цикле Проклятые короли придал мистический смысл проклятию Жака де Моле, якобы предрекшему Клименту смерть не позднее чем через 40 дней после его казни. Папа действительно умер спустя 33 дня.
- Малкольм Барбер[англ.] «Процесс Тамплиеров».